# Francisco Dias de Siqueira
Francisco Dias de Siqueira foi sertanista, cabo na conquista e guerra contra os índios no Rio Grande e Ceará Grande no comando de Matias Cardoso de Almeida. Filho de Francisco Pires de Siqueira e Helena Dias, casado com Joana Correia, sua família é descrita por Silva Leme em sua «Genealogia Paulistana», volume II, página 41. Era apelidado o Apuçá.
Ele e outros cabos da conquista passaram à conquista do Piauí, quando terminou a guerra contra os índios na Bahia, e como capitão-mor, teve auxílio contra os índios das nações Precatez, Cupenhares, Curatez e Capapuruz, conquistados até 1701.
Capitão-mor desde 1º de fevereiro de 1677 com patente dada pelo Governo Geral porque reduzira à paz os índios guacupés e ananás dos confins do sertão do São Francisco, cabeceiras do rio Maranhão e rio de Paranaguá. Estabeleceu-se em terras do Piauí,  mantendo um arraial com muitos tapuias cristãos frente às terras dos alongazes, entre os rios Sâo Vitor e Canindé, que era o eixo do povoamento do Piauí.

## Em 1691
Em 23 de julho de 1691 o governador-geral D. Antônio Luís Gonçalves da Câmara Coutinho nomeou Francisco Dias de Siqueira tenente-coronel das minas «de ouro, prata, pedraria e pérolas que há na serra e lagoas pelos sertões interiores do Rio Grande, Ceará e confins do Maranhão. » Como imediato do coronel, seu sobrinho o coronel João Raposo Bocarro. A frente de uma tropa, varou os sertões indo 1692 até São Luis.
Em carta datada de 19 de julho de 1692 o mesmo governador escreve ao rei sobre as extorsões que cometera Francisco nas aldeias de índios reduzidos no Maranhão: «Os paulistas saem de sua terra e deitam várias tropas por todo o sertão e nenhum outro intento levam mais que cativarem o gentio da língua geral, que são os que já estão domesticados, e não se ocupam do gentio de corso porque lhes não servem para nada; assim que o intento destes homens  não é o serviço de Deus nem o de Vossa Majestade e com pretextos falsos, passam de uns governos para outros e se lhes não fazem mostrar as Ordens que levam. Enganam aos governadores, como este capitão Francisco Dias de Siqueira fez ao governador do Maranhão Antônio Albuquerque Coelho de Carvalho, dizendo-lhe que ia a descobrir aquele sertão por minha ordem, que tal não houve nem tal homem conheço, e com este engano pedem mantimentos, armas e socorro e depois com elas vão conquistar o gentio manso das aldeias e o gado dos currais dos moradores. Com que estes homens são uns ladrões destes sertões e é impossível o remédio de os castigar, porque se os colherem, mereciam fazer-se neles uma tal demonstração que ficasse por exemplo para se não atreverem a fazer os desmandos que fazem. Assim que me parece inútil persuadi-los a que façam serviço a Vossa Majestade porque são incapazes e vassalos que Vossa Majestade tem rebeldes, assim em São Paulo, onde são moradores, como no sertão, donde vivem o mais do tempo; e nenhuma Ordem do governo geral guardam, nem as leis de Vossa Majestade.»
Uma carta real de 2 de novembro de 1693 ordena, em resposta à carta de 19 de julho, anteriormente citada, que os oficiais da Câmara de São Paulo reprendessem severamente o Apuçá. Mas este, havendo baixado à Bahia, morrera, deixando uma filha única e enorme fortuna que, segundo conta Pedro Taques, foi remetida a Lisboa, ao Tribunal da Mesa da Consciência e Ordens. Silva Leme conta a história no volume II de sua «Genealogia Paulistana», página 41.